# Formosa Cafe
Pour les articles homonymes, voir Formosa.
Le Formosa Cafe est un bar-restaurant situé à l'intersection entre Formosa Avenue et Santa Monica Boulevard, à West Hollywood. Fondé en 1925 par Jimmy Bernstein à proximité des studios hollywoodiens, le lieu conserve une longue histoire avec le cinéma américain mais également avec la mafia.

## Historique
Les dates de son origine sont incertaines : endroit construit en 1934 d'après la ville, le Formosa Cafe ouvre en 1939,. D'autres indiquent qu'un restaurant est créé en 1925 et que l'enseigne Formosa arrive en 1945.
Institution à Los Angeles qualifiée de « repaire de l’industrie hollywoodienne » de par sa proximité avec le Samuel Goldwyn Studio et la Paramount, le Formosa reste connu pour ses cabines héritées d'un wagon de chemin de fer accroché au bâtiment après la guerre et ses banquettes à l'ancienne, son intérieur rouge et noir, son néon vert sur la façade, ses photos de stars sur tous les murs, ainsi que ces plats d'origine asiatique. 
Plusieurs personnalités célèbres du cinéma ont fréquenté l'endroit, comme Humphrey Bogart qui y buvait son scotch, Frank Sinatra, Ava Gardner, Robert Mitchum, Marilyn Monroe, John Wayne qui s'y est endormi, Lana Turner, Mary Pickford, Douglas Fairbanks, James Dean, Elvis Presley qui offre une Cadillac comme pourboire à la serveuse, Johnny Depp ou Tim Burton. Le Formosa voit également passer plusieurs gangsters notoires comme Bugsy Siegel ou Mickey Cohen.
Si dans les années 1990, des studios sont détruits après leur abandon à un groupe immobilier par la Warner, le Formosa Cafe, alors destiné à être un parking, est préservé de la démolition,. Depuis, il semblerait que son apparence soit interdite à toute modification. L'endroit est rénové en 2014 et nombre de critiques apparaissent à propos du résultat. En octobre 2016, le California Department of Alcoholic Beverage Control suspend la licence d'alcool au Formosa Cafe. Le lieu ferme temporairement début 2017 et la réouverture est annoncée pour quelques mois plus tard. Finalement, après une importante rénovation, il ouvre en 2019. 
Lieu de tournage récurrent, le Formosa Cafe est dans L.A. Confidential (1997). « Au moment du tournage, c'était exactement à l'image de ce que l'on voit dans » le film précise Vince Jung le propriétaire de l'établissement dans les années 2010 et apparait également dans Certains l'aiment chaud, West Side Story, Basic Instinct et dans des séries d'Aaron Spelling.

### Source
- Juliette Michaud, « Bons baisers du Formosa Cafe », Stylist, no 43,‎ 3 avril 2014, p. 30 à 33 (ISSN 2266-8306).